# (305543) 2008 QY40
(305543) 2008 QY40 est un transneptunien de magnitude absolue 5,5 faisant partie des objets épars. 
Son diamètre est estimé à 330 km, ce qui le qualifie comme un candidat au statut de planète naine.